# Bonn-Duisdorf
Bonn-Duisdorf – przystanek kolejowy w Bonn, w kraju związkowym Nadrenia Północna-Westfalia, w Niemczech. Znajdują się tu 2 perony.